# Тормельяс
Тормельяс (ісп. Tormellas) — муніципалітет в Іспанії, у складі автономної спільноти Кастилія-і-Леон, у провінції Авіла. Населення — 71 особа (2010).
Муніципалітет розташований на відстані близько 150 км на захід від Мадрида, 80 км на південний захід від Авіли.
На території муніципалітету розташовані такі населені пункти: (дані про населення за 2010 рік)
- Навамурес: 40 осіб
- Тормельяс: 31 особа

## Демографія
Динаміка населення (INE ):